# سفر عوبديا

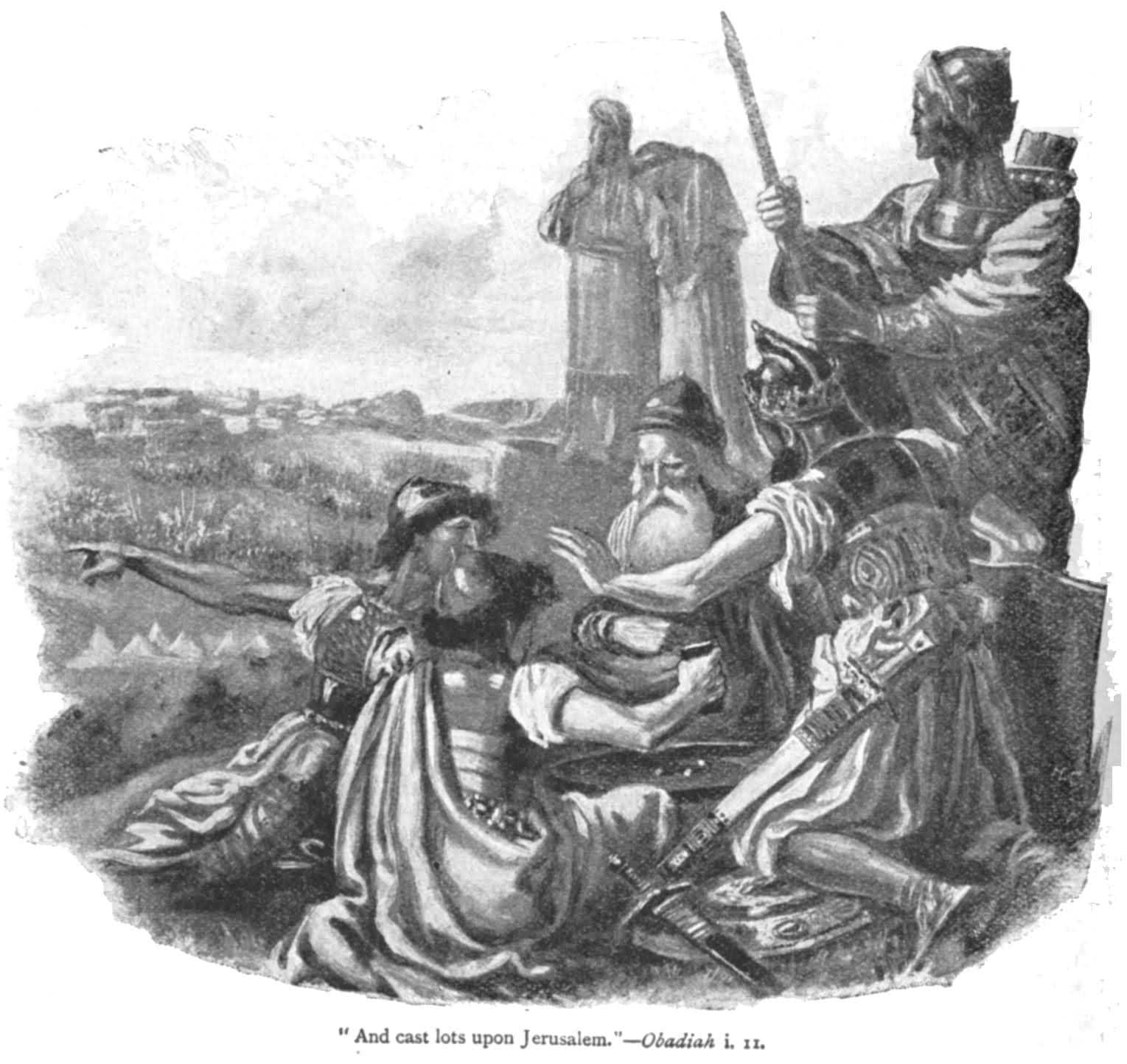

سفر عوبديا هو أحد اسفار التناخ والعهد القديم. يحوي الكتاب نبؤات بشأن الحكم الإلهي على إدوم وعودة إسرائيل. يتكون النص من فصل واحد، وتنقسم إلى 21 آية، ما يجعله أقصر أسفار في الكتاب العبري.